# 2008 TC3
2008 TC3 — астероид, метеороид. Диаметр от двух до пяти метров. Встретился с Землёй 7 октября 2008 года в 02:46 UTC.
Наземные наблюдатели видели болид; метеороид разрушился при падении в атмосфере над территорией Судана, часть обломков достигла поверхности Земли. 2008 TC3 был открыт за день до падения в обсерватории Маунт-Леммон (к северу от города Тусон, Аризона, США) при помощи полутораметрового телескопа Обзора «Каталина». Падение 2008 TC3 было первым предсказанным падением небесного тела на Землю (три других — 2014 AA, 2018 LA, 2019 MO). К 5 сентября 2024 года было предсказано падение 9 метеоритов.

Траектория астероида.

Одна из станций инфразвукового слежения за атмосферой, расположенная в Кении, в 05:10 UTC зафиксировала сигнал, вероятно, связанный со взрывом в атмосфере. Мощность взрыва оценивается от 1,1 до 2,1 килотонны в тротиловом эквиваленте.

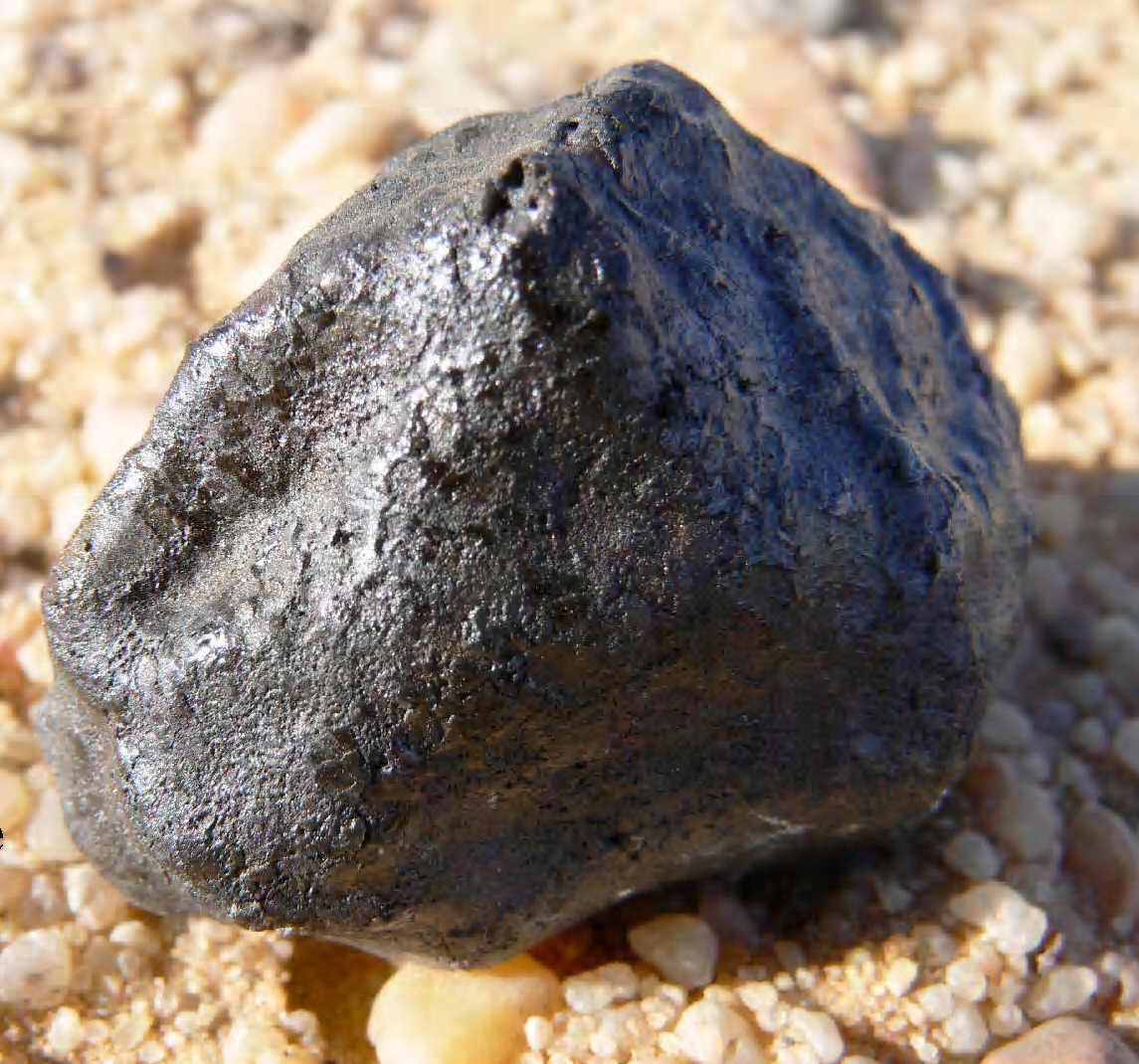
Один из найденных фрагментов астероида

19 февраля 2009 года журнал New Scientist сообщил, что студенты Хартумского университета во главе с доктором Муавией Шаддадом, совместно с Петрусом Йеннискенсом из НАСА, обнаружили фрагменты упавшего астероида. Найденные фрагменты по определению являются метеоритами.

Анимация вращения

В ходе исследований выяснилось, что метеорит Альмахата Ситта (Almahata Sitta) образовался при столкновении на очень низкой скорости трёх астероидов разного типа и возраста: сначала астероид типа S столкнулся с урейлитом типа B, после чего произошло ещё одно столкновение с астероидом типа X. Астероидов типа S и переходного типа X. Два последних типа в прошлом пережили «термическую обработку». От 70 % до 80 % фрагментов метеорита Альмахата Ситта относятся к метеоритам-урейлитам.
При начальной массе 83 ± 25 тонн и скорости 12,4 км/с на высоте 50 км, астероид начал разрушаться на высоте 46—42 км при динамическом давлении 0,2—0,3 МПа, и взорвался на высоте 37 км, когда динамическое давление составило 1 МПа. Только 0,005 % первоначальной массы астероида удалось собрать на поверхности, а остальное испарилось.